# Top Country Albums

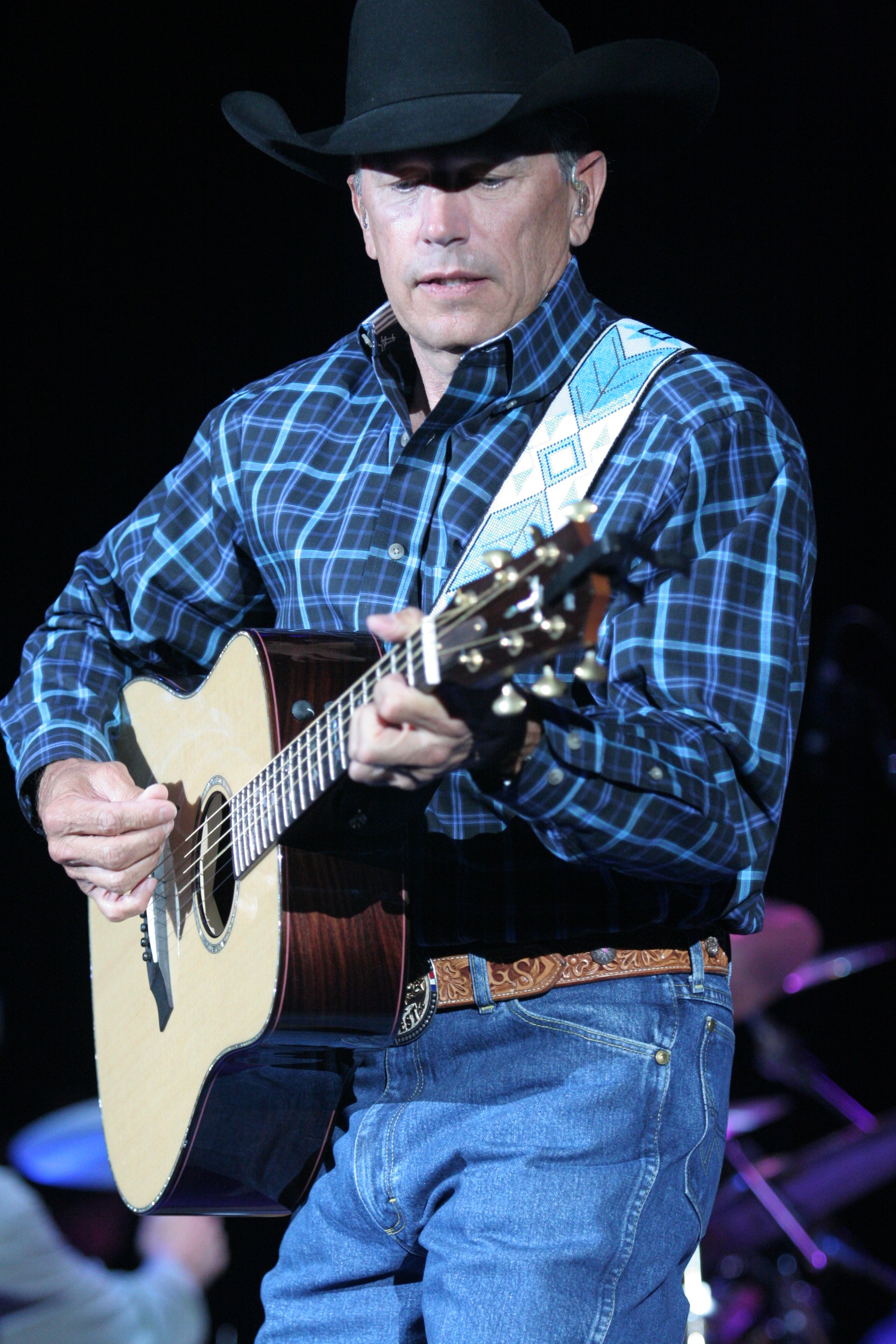
27 альбомов кантри-легенды Джорджа Стрейта были во главе кантри-чарта Top Country Albums.

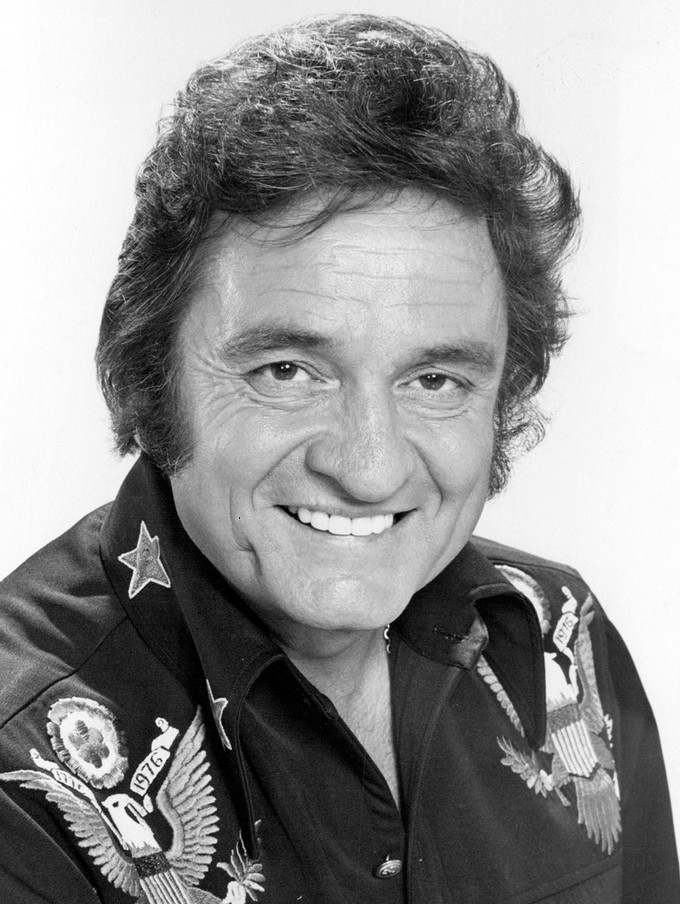
Джонни Кэш стал первым, кто со своим альбомом возглавил кантри-чарт альбомов в 1964 году.

Top Country Albums — хит-парад, еженедельно публикуемый журналом Billboard в США. В 50-позиционном чарте перечислены самые популярные альбомы кантри-музыки в стране, еженедельно рассчитываемые компанией Broadcast Data Systems на основе данных о физических продажах, а также цифровых продаж и потокового вещания. Впервые чарт был опубликован в номере Billboard от 11 января 1964 года под названием Hot Country Albums, когда альбомом номер один стал Ring of Fire: The Best of Johnny Cash Джонни Кэша.
Чарт изменил своё название на Top Country LP’s в выпуске Billboard от 13 января 1968 года, Top Country LPs (без апострофа) в выпуске от 31 мая 1980 года и Top Country Albums в выпуске от 20 октября 1984 года. Рекорд по наибольшему количеству недель, проведенных альбомом на первом месте, принадлежит альбому Dangerous: The Double Album Моргана Уоллена, который продержался на первой строчке чарта 97 недель подряд.

## История
Хит-парад альбомов составляется с 1964 года. В 50-позиционном чарте перечислены самые популярные альбомы музыки кантри в США, еженедельно рассчитываемые Broadcast Data Systems на основе физических продаж, а также цифровых продаж и потоковой передачи. Хит-парад был впервые опубликован в выпуске журнала Billboard от 11 января 1964 года под названием Hot Country Albums, когда альбомом номер один был Ring of Fire: The Best of Johnny Cash Джонни Кэша. Чарт изменил своё название на Top Country LP’s в выпуске Billboard от 13 января 1968 года, Top Country LPs (без апострофа) в выпуске от 31 мая 1980 года и Top Country Albums в выпуске от 20 октября 1984 года.
Первым лучшим альбомом по итогам целого года в 1965 году стал диск «I've Got a Tiger by the Tail» певца Бака Оуэнса.
С момента запуска до мая 1991 года чарт составлялся на основе отчетов о продажах, предоставленных репрезентативной выборкой музыкальных магазинов по всей стране. В 1991 году отчёты о продажах были заменены данными электронных данных продаж. С февраля 2017 года чарт «основывается на мультиметрическом потреблении (смешивая традиционные продажи альбомов, а также альбомы, эквивалентные сумме отдельных треков, и альбомы, эквивалентные потоковому воспроизведению)».

## Рекорды

### По числу № 1 кантри-альбомов
Источник (1964—2015):
- 27 — Джордж Стрейт[9][10]
- 17 — Гарт Брукс[10]
- 17 — Вилли Нельсон[10]
- 17 — Кенни Чесни[10][11]
- 16 — Мерл Хаггард[10]
- 16 — Тим Макгро[10]
- 14 — Алан Джексон
- 13 — Риба МакИнтайр (последний #1 был в 2017 году, «Sing It Now: Songs of Faith & Hope»; рекорд для женщин)
- 12 — Бак Оуэнс
- 12 — Чарли Прайд
- 10 — Лоретта Линн (№ 2 среди певиц)

### По числу лучших кантри-альбомов года
Список исполнителей, чьи альбомы чаще других становились лучшими по итогам всего года (Year End Charts):
- 4 раза — Гарт Брукс (1991, 1992, 1995, 1998)[12]

 — Шеная Твэйн (1996, 1999, 2003, 2005)
 — Тейлор Свифт (2009, 2011, 2012, 2013)
- 3 раза — Вилли Нельсон (1976, 1978, 1982)[18]

 — Люк Комбс (2018, 2019, 2020)
- 2 раза — Alabama (1983, 1985)

 — Глен Кэмпбелл (1968, 1969)
 — Тим Макгро (1994, 2001)
 — Чарли Прайд (1970, 1972)
 — Чарли Рич (1973, 1974)*
 — Кенни Роджерс (1979, 1980)*
 — Рэнди Трэвис (1987, 1988)
 — Кэрри Андервуд (2006, 2007)*
 — Крис Стэплтон (2016, 2017)*
*Примечание: то есть, данные исполнители с одним и тем же альбомом были лучшими два года подряд (диск Behind Closed Doors Ч.Рича, диск The Gambler К.Роджерса и диск Some Hearts К.Андервуд).

### Альбомы по числу недель на первом месте

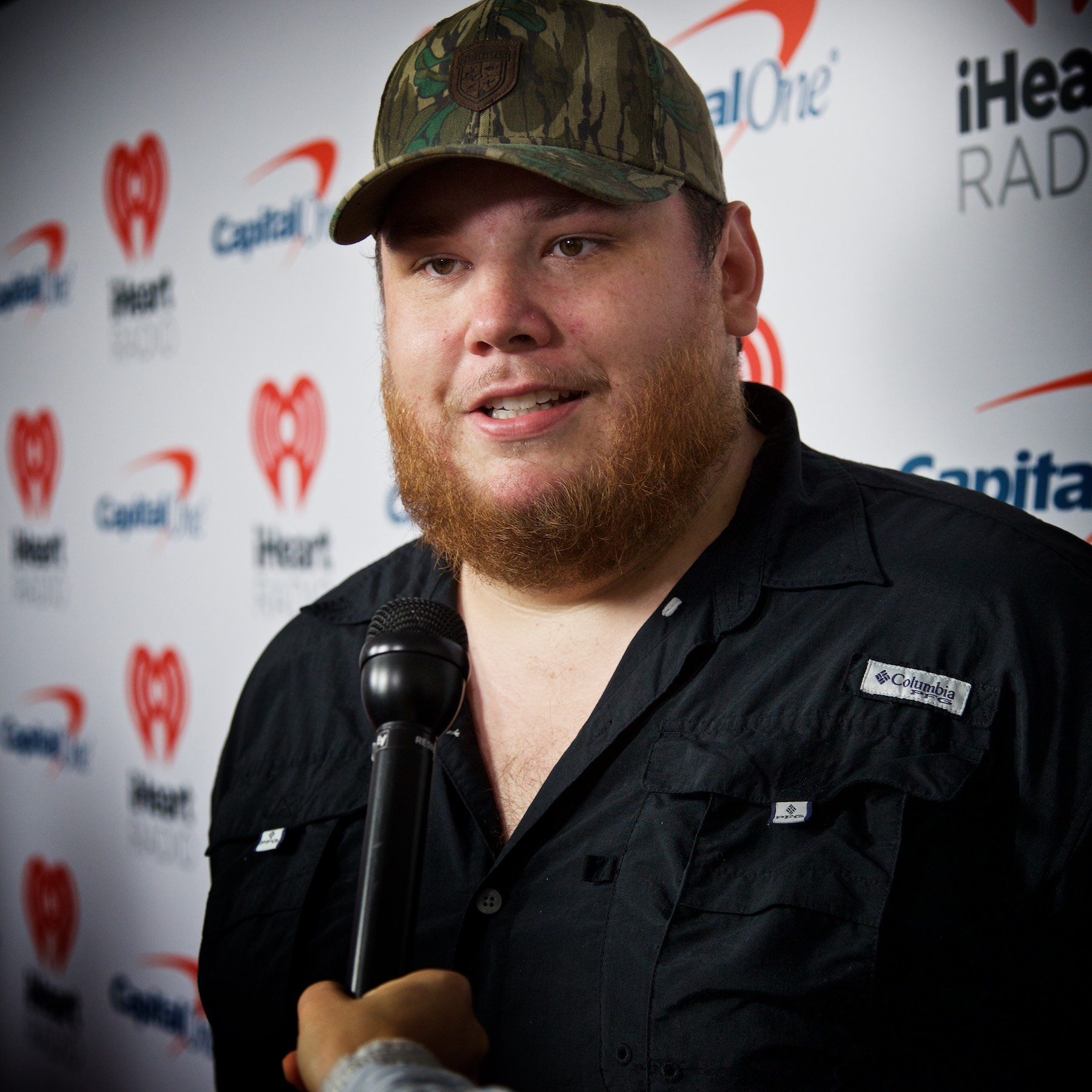
Певец Люк Комбс дважды занимал первое место в течение 30 недель.

Следующие альбомы провели на первом месте более 30 недель, по данным чарта от 25 мая 2024 года:
| Недель | Первый год на № 1 | Артист           | Альбом                       | Ссылка        |
| ------ | ----------------- | ---------------- | ---------------------------- | ------------- |
| 97     | 2021              | Морган Уоллен    | Dangerous: The Double Album  | [ 25 ]        |
| 87     | 2023              | Морган Уоллен    | One Thing at a Time          | [ 25 ]        |
| 50     | 1997              | Шанайя Твейн     | Come On Over                 | [ 26 ] [ 27 ] |
| 50     | 2017              | Люк Комбс        | This One’s for You           | [ 26 ] [ 27 ] |
| 48     | 2023              | Морган Уоллен    | One Thing at a Time          | [ 25 ]        |
| 43     | 1987              | Рэнди Трэвис     | Always & Forever             | [ 28 ]        |
| 41     | 1990              | Гарт Брукс       | No Fences                    | [ 29 ]        |
| 37     | 2019              | Люк Комбс        | What You See Is What You Get | [ 30 ]        |
| 36     | 2002              | Dixie Chicks     | Fly                          | [ 29 ]        |
| 35     | 2000              | Саундтрек        | O Brother, Where Art Thou?   | [ 31 ]        |
| 35     | 2008              | Тейлор Свифт     | Fearless                     | [ 32 ]        |
| 34     | 1992              | Билли Рэй Сайрус | Some Gave All                | [ 29 ]        |
| 33     | 1991              | Гарт Брукс       | Ropin' The Wind              | [ 29 ]        |
| 31     | 2010              | Lady Antebellum  | Need You Now                 | [ 33 ]        |

В число недель лидерства Fearless Тейлор Свифт не включены недели, проведенные на первом месте альбомом Fearless (Taylor’s Version), который она полностью перезаписала в 2021 году. Впоследствии группы Dixie Chicks и Lady Antebellum изменили свои названия на The Chicks и Lady A соответственно.

### По числу недель на первом месте всех альбомов за всё время
| Недель на № 1 | Артист           | Ссылка        |
| ------------- | ---------------- | ------------- |
| 187           | Морган Уоллен    | [ 25 ]        |
| 173           | Гарт Брукс       | [ 34 ]        |
| 125           | Alabama          | [ 35 ]        |
| 101           | Вилли Нельсон    | [ 36 ]        |
| 101           | Тейлор Свифт     | [ 32 ] [ a ]  |
| 99            | Кенни Роджерс    | [ 39 ]        |
| 97            | Шеная Твэйн      | [ 40 ] [ b ]  |
| 88            | Люк Комбс        | [ 30 ] [ c ]  |
| 85            | Charley Pride    | [ 43 ]        |
| 80            | Рэнди Трэвис     | [ 44 ]        |
| 76            | Тим Макгро       | [ 45 ]        |
| 76            | Уэйлон Дженнингс | [ 46 ]        |
| 73            | The Chicks       | [ 47 ] [ 48 ] |
| 61            | Джордж Стрейт    | [ 49 ]        |
| 60            | Бак Оуэнс        | [ 50 ]        |
| 57            | Джонни Кэш       | [ 51 ]        |
| 51            | Глен Кэмпбелл    | [ 52 ]        |
| 51            | Эдди Арнольд     | [ 53 ]        |
| 50            | Кенни Чесни      | [ 54 ]        |

### По числу хитов с одного альбома
Рекорд по числу песен с одного альбома, ставшими хитами и вошедшими в кантри-чарт, принадлежит альбомам двух кантри-певиц.
Альбом Come On Over певицы Шанайи Твейн:
1. «Love Gets Me Every Time» (#1)
2. «Don't Be Stupid (You Know I Love You)» (#6)
3. «You're Still the One» (#1)
4. «From This Moment On» (#6)
5. «Honey, I'm Home» (#1)
6. «That Don't Impress Me Much» (#8)
7. «Man! I Feel Like a Woman!» (#4)
8. «You've Got a Way» (#13)
9. «Come on Over» (#6)
10. «Rock This Country!» (#30)
11. «I'm Holdin' on to Love (to Save My Life)» (#17)

Альбом Red певицы Тейлор Свифт:
1. «We Are Never Ever Getting Back Together» (#1)
2. «Begin Again» (#10)
3. «Red» (#2)
4. «I Almost Do» (#13)
5. «All Too Well» (#17)
6. «Stay Stay Stay» (#24)
7. «Treacherous» (#26)
8. «Starlight» (#28)
9. «Holy Ground» (#32)
10. «The Lucky One» (#33)
11. «Sad Beautiful Tragic» (#37)

### По числу хитов № 1 с одного альбома
Реокод по числу хитов, ставшими № 1 в кантри-чарте, принадлежит двум певцам (у них по 5 чарттопперов с диска). Ещё несколько певиц, дуэтов и групп имели альбомы с четырьмя чарттопперами.

#### Певцы
Альбом Diamonds & Dirt певца Родни Кроуэлла
1. «It's Such a Small World» (вместе с Розанной Кэш)
2. «I Couldn't Leave You If I Tried»
3. «She's Crazy for Leavin'»
4. «After All This Time»
5. «Above and Beyond»

Альбом 5th Gear певца Брэда Пейсли
1. «Ticks»
2. «Online»
3. «Letter to Me»
4. «I'm Still a Guy»
5. «Waitin' on a Woman» (on re-release only)

## 1960-е годы
1964
1965
1966
1967
1968
1969

## 1970-е годы
1970
1971
1972
1973
1974
1975
1976
1977
1978
1979

## 1980-е годы
1980
1981
1982
1983
1984
1985
1986
1987
1988
1989

## 1990-е годы
1990
1991
1992
1993
1994
1995
1996
1997
1998
1999

## 2000-е годы
2000
2001
2002
2003
2004
2005
2006
2007
2008
2009

## 2010-е годы
2010
2011
2012
2013
2014
2015
2016
2017
2018
2019

## 2020-е годы
2020
2021
2022

### Комментарии
1. ↑  включая 24 недели Taylor Swift (альбом), 35 — Fearless, 13 — Speak Now, 16 — Red, 3 — Fearless (T.V.), 7 — Red (T.V.)[37][38]
2. ↑  включая 50 недель Come On Over в 1997 году, 29 — The Woman in Me в 1995 году, 6 — Up! в 202 году, 11 — Greatest Hits в 2004 году, 1 — Now в 2017[38]
3. ↑  включая 50 недель № 1 у This One’s for You в 2017 году[41]; 1 — Growin’ Up[42]